# Río Daxia

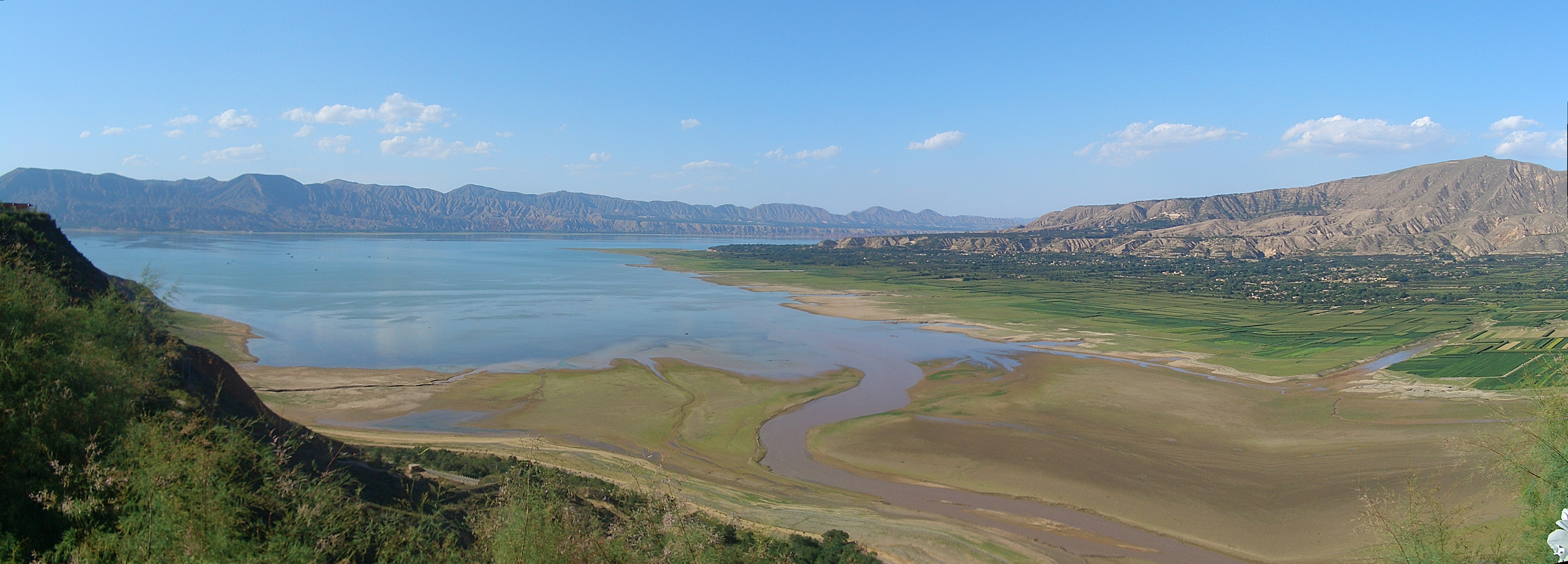
El Daxia desaguando en el embalse de Liujiaxia

El río Daxia (en chino, 大夏河) es un corto río que discurre por el  oeste de China, uno de los afluentes del río Amarillo en su  curso superior que discurre por la parte meridional de la provincia de Gansu. Tiene una longitud de 203 km.

## Geografía
El río Daxia comienza en la parte norte de la Prefectura Autónoma Tibetana de Gannan, donde drena una gran parte del condado-ciudad de Hezuo  y el condado de Xiahe. A continuación, fluye en dirección noreste en la Prefectura Autónoma Hui de  Linxia, donde cruza el ancho condado de  Linxia y la ciudad de Linxia. Su curso bajo forma la frontera entre el condado de Linxia y el vecino condado Autónomo de Dongxiang, al este. El río forma una gran bahía en  su desagüe en el embalse de Liujiaxia, formado en el río Amarillo por la presa homónima de Liujiaxia (construida en 1958-69).
Dentro de Prefectura Autónoma Hui de Linxia, el ancho valle del río Daxia, flanqueado a ambos lados por mesetas de loess, es una importante zona agrícola y residencial. Las ciudades de Hanji (sede del condado de Linxia) y Linxia (250 000 hab. en 2007) se encuentran en este valle.

## Paleontología
En el valle del Daxia fueron encontrados restos de una especie de dinosaurio que fue bautizada como Daxiatitan.